# عبد النبي موسوي فرد
السيد عبدالنبي موسوي‌فرد (مواليد 1375هـ في جهرم) رجل دين وسياسي إيراني. هو ممثل الولي الفقيه في محافظة خوزستان وإمام جمعة لمدينة الأهواز، و تم تعيينه في هذا المنصب بمرسوم من المرشد الأعلى لجمهورية إيران الإسلامية، السيّد علي الخامنئي في 30 أبريل 2019. كان موسوي‌فرد سابقا إمام الجمعة لمدينتي رامهرمز وخرمشهر.

## حياة
ولد عبدالنبي موسوي‌فرد عام 1375هـ الموافق 1956م في مدينة جهرم بمحافظة فارس ونشأ في مدينة خرمشهر (المحمرة). ذهب موسوي فرد إلى قم من أجل الدراسة في الحوزة العلمية؛ ثم عاد إلى محافظة خوزستان وعين إماما لصلاة الجمعة في مدینة رامهرمز وبعد ذلك مدينة خرمشهر. كما شارك في عدة عمليات عسكرية في الحرب العراقية الإيرانية. جاء موسوي‌فرد أخيرًا إلى الأهواز ويعمل حالياً کممثل للمرشد الأعلى في محافظة خوزستان وإمام صلاة الجمعة في الأهواز منذ 24 شعبان 1440.

## أساتذته
ومن بين أساتذته يمكن تسمية أشخاص مثل:
ميرزا جواد التبريزي في الأصول والفقه، و يحيى أنصاري شيرازي في الفلسفة، و عبد الله الجوادي الآملي في التفسير.

## ممثلاً للولي الفقيه
أصدر المرشد الأعلى للجمهورية الإسلامية الإيرانية، السيد علي خامنئي، مراسيم منفصلة بتعيين عبد النبي موسوي‌فرد ممثلاً للمرشد الأعلى في محافظة خوزستان وإمام صلاة الجمعة في الأهواز في 30 أبريل 2019.